# Yoter ve yoter
Albums de Dana International
Free Ha'chalom ha'efshari
Yoter ve yoter est le sixième album studio de la chanteuse israélienne Dana International. Il a été certifié disque d'or en Israël.

## Titres
1. Nitzáchti 3:32
2. Ten li-chyot 4:03
3. Élef yamím shel ahavá (Qésher) 3:41
4. Yotér we-yotér 4:29
5. La-qúm ba-bóqer 3:24
6. Atá horés 4:07
7. Atá ha-DJ shelí 4:03
8. Hargashá tová 4:36
9. Láma katávta li shir 4:49
10. Ba-dérekh el ha-chófesh 4:46
11. Ha-kol yihyé waród 4:10
12. We-acheréy ha-kol 4:35
13. Ad sof ha-zmán 4:24

## Singles
- Láma katávta li shir ? - 2001
- Nitzáchti - 2001
- We-acheréy ha-kol - 2001
- Élef yamím shel ahavá (Qésher) - 2001
- Ten li-chyot - 2001